# NGC 4753
NGC 4753 је лентикуларна галаксија у сазвежђу Девица која се налази на NGC листи објеката дубоког неба.
Деклинација објекта је - 1° 12' 0" а ректасцензија 12h 52m 22,1s. Привидна величина (магнитуда) објекта NGC 4753 износи 9,9 а фотографска магнитуда 10,9. Налази се на удаљености од 19,567 милиона парсека од Сунца. NGC 4753 је још познат и под ознакама UGC 8009, MCG 0-33-16, CGCG 15-29, IRAS 12498-0055, PRC D-23, PGC 43671.